# Stela z Pazarcık
Stela z Pazarcık – kamienna stela odnaleziona we wsi Kızkapanlı w pobliżu miasta Kahramanmaraş w południowej Turcji podczas prac związanych z budową tamy w Pazarcık. Na steli umieszczone są inskrypcje klinowe dwóch asyryjskich władców: Adad-nirari III (810–783 p.n.e.) i jego syna Salmanasara IV (782–773 p.n.e.). Zabytek znajduje się w Muzeum Archeologicznym w Kahramanmaraş.
Zachowana w całości stela ma wysokość 140 cm, szerokość 44 cm i grubość 16,5 cm. Jej przednią stronę pokrywa inskrypcja króla Adad-nirari III, natomiast stronę tylną dodana w okresie późniejszym inskrypcja króla Salmanasara IV. Na stronie przedniej poza inskrypcją znajduje się również wyobrażenie boskiego sztandaru przedstawionego w formie długiego drzewca zakończonego na górze symbolem w kształcie sierpu księżyca. Sierp księżyca był symbolem boga Sina, który był jednym z ważniejszych bóstw czczonych wówczas w tym regionie (jedna z jego najważniejszych świątyń znajdowała się w pobliskim mieście Harran).
Z inskrypcji umieszczonej na przedniej stronie steli wynika, iż stela ta wyznaczać miała nową granicę pomiędzy dwoma nowohetyckimi królestwami Kummuh i Gurgum ustaloną przez  asyryjskiego króla Adad-nirari III. Zgodnie z inskrypcją Adad-nirari III poproszony został w 805 r. p.n.e. o pomoc wojskową przez swego sojusznika, króla Szuppiluliumę (asyryjski Uszpilulume) z Kummuh, który zaatakowany został przez koalicję władców prowadzoną przez Atarszumki z Arpadu, swego sąsiada z południa. Interweniujący król asyryjski rozbił wojska koalicji i wyznaczył nowe granice pomiędzy królestwami w regionie. Stelę z Pazarcık Adad-nirari III kazał wznieść w miejscu, gdzie przebiegać miała nowa, ustalona przez niego granica pomiędzy ziemiami Szuppiluliumy z królestwa Kummuh i Halparuntijasa III (asyryjski Qalparunda) z królestwa Gurgum. Tekst Adad-nirari III interesujący jest też z tego powodu, iż wymieniona w nim została Sammu-ramat, matka króla, która wraz z nim przekroczyć miała Eufrat w trakcie wyprawy przeciw koalicji Artaszumki z Arpadu. Inskrypcja kończy się klątwą, zgodnie z którą na wszystkich tych, którzy chcieliby stelę usunąć, spaść miał gniew bogów.
Na tylnej stronie steli znajduje się inskrypcja Salmanasara IV, syna Adad-nirari III, w której potwierdza on Szuppiluliumie z Kummuh, będącemu wciąż u władzy, przebieg granicy wyznaczonej przez Adad-nirari III. Inskrypcja ta dodana została najprawdopodobniej w 773 r. p.n.e., gdyż to w tym roku miała miejsce opisana w niej asyryjska wyprawa przeciw królowi Hadianu z królestwa Damaszku. Sam tekst pod pewnymi względami jest niezwykły, gdyż główną rolę odgrywa w nim nie król, lecz jego turtannu (dowódca wojsk) o imieniu Szamszi-ilu, który poprowadzić miał wyprawę do Damaszku. Zdaniem niektórych uczonych możliwe jest, iż nową inskrypcję na steli kazał wykonać nie Salmanasar IV, ale właśnie Szamszi-ilu, działając w imieniu króla. Tekst, podobnie jak to było w przypadku tekstu Adad-nirari III, kończy się klątwą skierowaną przeciw wszystkim tym, którzy chcieliby stelę usunąć.